# 韓國陸軍第9步兵師
第9步兵師，是韓國陸軍的一個師級單位，在1952年白馬山戰役中擊敗中國人民志願軍後常稱「白馬部隊」（백마부대）或「白馬師團」（백마사단），亦曾因參加越南戰爭而聲名大噪。目前該師由第28、第29及第30步兵團組成。

## 歷史

### 韓戰
第9步兵師於韓戰期間的1950年10月匆促成立，並於韓國東北部離三八線不遠的雪嶽山、五台山地區作戰。朝鮮人民軍陸軍第2軍於1950年年底攻擊第9師，死傷慘重。
1952年10月，第9師全部的3個團及其下的官兵12,000人，在白馬山戰役中固守了朝鮮境內鐵原郡東北方的395高地，並準備迎戰進攻的中國人民志願軍。在此之前，中国人民志愿军38军第114师第340团7连副排长文化教员谷中蛟變節，告訴韓國軍此次攻擊。儘管有多個單位的支援，第9步兵師在該日結束時是唯一一個當面抵禦了中國第38軍「萬歲軍」的部隊。一戰成名的第9步兵師在此後稱為「白馬部隊」。
第9步兵師中有3名成員因其在白馬山一戰中的表現，而獲頒美國陸軍第二高等級的勳章——傑出服役十字勳章。獲獎者有師長金鍾五少將、第28團第11連鄭洛九少尉（정낙구，音譯）及第29團第9連金萬洙兵長（김만수，音譯）。

### 越南戰爭
繼首都機械化步兵師「猛虎師」与第2海軍陸戰旅「青龍旅」分別於1965年10月13日和10月3日從韓國出發、投入越南戰爭之後，1966年依照《布朗备忘录》，追加派遣了第9步兵師。於是該年9月5日至10月8日間，第9步兵師從釜山港用船運往越南，師部設在慶和省寧和境內的國道1號及國道21號交叉點一帶，第28團駐於綏和、第29團駐於寧和的師部附近、第30團設在慶和省南部以就近保護金蘭灣軍事基地。控制了這些地點後，第9步兵師也得以掌控藩朗－綏和－歸仁之間的國道1號及沿線區域，往北甚至涵蓋了平定省南部的山麓。
以下列出第9步兵師在越戰中參與的重大行動：
- 馬刀作戰（마도의 작전，1967年1月21日－2月7日），第28團在富安省的一次作戰，越南人民軍（北越軍）160人陣亡、繳獲167支武器[4]。
- 白馬作戰（백마의 작전，1967年1月29日－1月31日），第29團和第30團在慶和省的一次搜索與摧毀行動，北越302人陣亡、繳獲302支武器，韓國軍及友軍無傷亡[5]。
- 烏鵲橋作戰（오작교 작전，1967年3月8日－4月18日），一次在富安省連接第9步兵師、首都機械化步兵師（猛虎部隊）兩師之戰術責任區的行動，越共831人陣亡、繳獲659支武器；韓國軍23人陣亡[6]。
- 洪吉童作戰（홍길동 작전，1967年7月9日－8月21日），一次在綏和與首都師聯合進行的大規模行動，北越638人陣亡、韓國軍26人陣亡[7]。

#### 相關數據
| 統計開始日    | 統計結束日    | 部署  | 部署       | 部署    | 戰役 | 戰役    | 戰役    | 陣亡 | 陣亡       | 陣亡  | 負傷 | 負傷       | 負傷  |
| 統計開始日    | 統計結束日    | 軍官  | 士官及士兵 | 總計    | 大   | 小      | 總計    | 軍官 | 士官及士兵 | 總計  | 軍官 | 士官及士兵 | 總計  |
| ------------- | ------------- | ----- | ---------- | ------- | ---- | ------- | ------- | ---- | ---------- | ----- | ---- | ---------- | ----- |
| 1966年9月22日 | 1973年3月11日 | 6,445 | 98,891     | 105,336 | 478  | 211,236 | 211,714 | 78   | 1,250      | 1,328 | 160  | 2,250      | 2,410 |

### 雙十二政變
第9步兵師曾介入1979年由國軍保安司令官全斗煥少將發動的雙十二政變。時任師長盧泰愚少將從景福宮打電話通知師參謀長，從第9師駐在停戰區附近的前線部隊中抽調一個步兵團、於13日半夜0時30分朝漢城（今首爾）南下，開入政府各部雲集的中央廳地區，協助全斗煥奪得韓國政權。

### 21世紀後
2007年12月，因應「國防改革2020」調整案，原101步兵旅由第9步兵師吸收、整合。

## 部隊
| | |
| 第28步兵團（28 보병연대） 第29步兵團（29 보병연대） 第30步兵團（30 보병연대） 師屬砲兵團（사단포병연대） 第30野戰砲兵營（30야전포병대대） 第51野戰砲兵營（51야전포병대대） 第52野戰砲兵營（52야전포병대대） 第966野戰砲兵營（966야전포병대대） 師部勤務隊（본부근무대） 工兵營（공병대대） 憲兵營（헌병대대） | 整備營（정비대대） 搜索營（수색대대） 新兵教育營（신병교육대대） 補給運輸營（보급수송대대） 醫務勤務隊（의무근무대） 戰車營（전차대대） 情報通信營（정보통신대대） 化學支援營（화학지원대대） 拖式飛彈連（토우중대） 防空連（방공중대） 補充連（보충중대） |

## 外部連結
- 파주지역 군부대 홍보 - 9사단 （坡州市宣傳網－部隊－第9師）